# 安华桥站
安华桥站是北京地铁8号线与12号线的一座换乘站，于2012年12月30日开通运营。该站位于北京市朝阳区安贞街道与西城区德胜街道交界北三环中路、北辰路、鼓楼外大街交叉口安华桥下方。

## 位置
安华桥站位于安华桥桥区，即北三环中路（三环路，东西向）和北辰路－鼓楼外大街（北中轴路，南北向）交口处，8号线车站呈南北向布置，主体紧贴安华桥西侧，12号线车站位于既有8号线车站东侧，呈东西向布置。

## 结构
8号线安华桥站为地下车站，两端为岛式站台，中部下穿三环路段为分离式岛式站台。车站工程总长227米，总建筑面积1.8万平方米，设有5个出入口。车站天花板的彩色灯带为天蓝色。12号线安华桥站位于8号线车站东侧，为地下三层三跨岛式车站，站台宽14米，车站总长230.4米，有效站台中心处底板埋深约33.19米，与既有8号线之间设置3个换乘通道及2个换乘厅，新增2个出入口（F、G），并与8号线共用C、D出入口。
| 地面层 | 街道               | A-G出入口                        |  |  |
| B1层   | 8号线、12号线站厅  | 票务服务、自动售票机、进出站闸机 |  |  |
| B2层   |                    | █ 8号线 往朱辛庄（北土城）       |  |  |
|        | 岛式站台，左侧开门 |                                  |  |  |
|        |                    | █ 8号线 往瀛海（安德里北街）     |  |  |
| B3层   |                    | █ 12号线 往四季青桥（马甸桥）    |  |  |
|        | 岛式站台，左侧开门 |                                  |  |  |
|        |                    | █ 12号线 往东坝北（安贞桥）      |  |  |

## 出入口
安华桥站共设有7个出入口，其中C、D出入口均为两线共用。

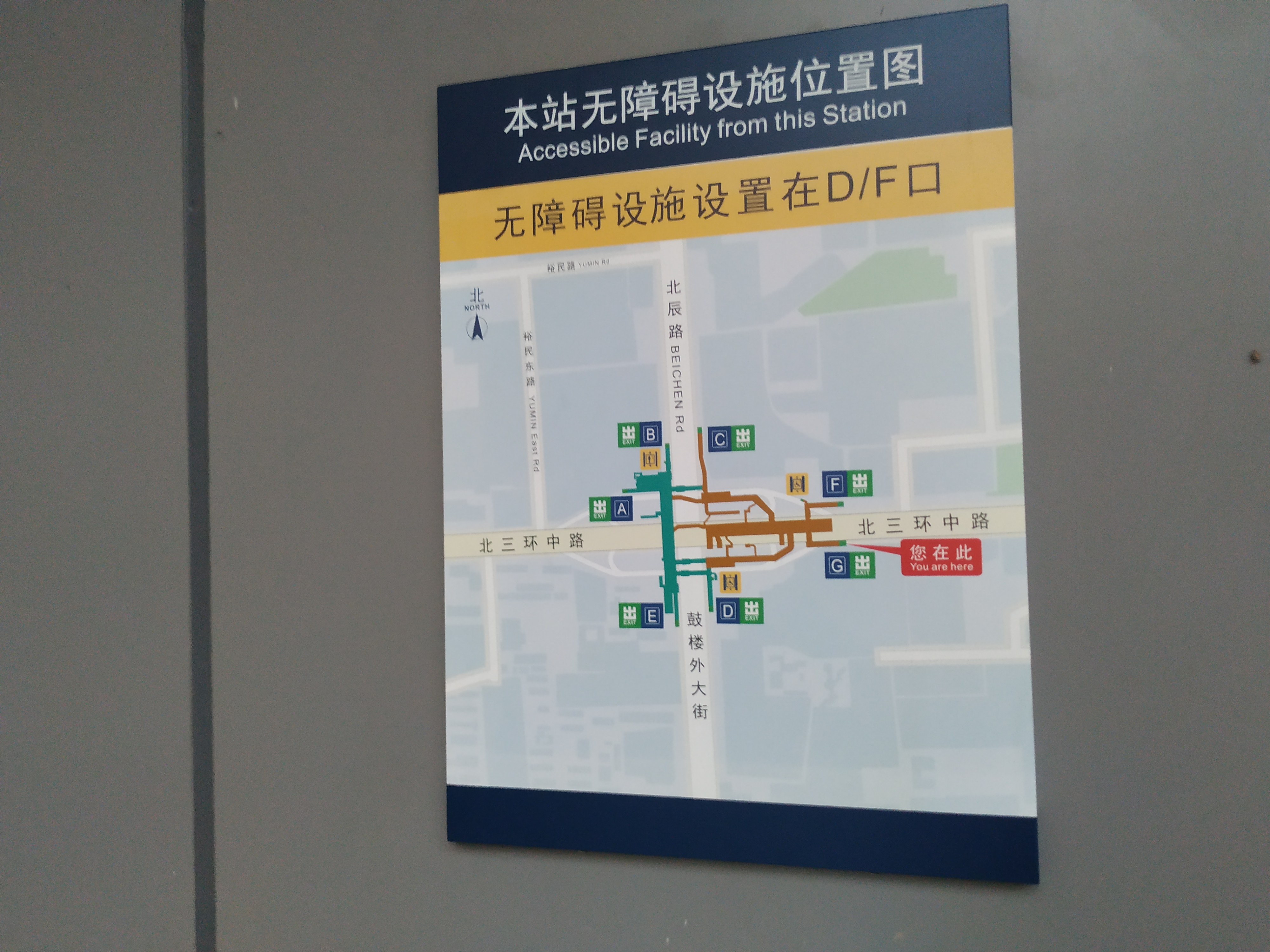
安华桥站出入口示意图

|                       |                                    |                                                              |      |            |  |  |
|                       |                                    |                                                              |      |            |  |  |
| 编号                  | 指示                               | 建议前往的目的地                                             | 图片 | 无障碍设施 |  |  |
| 连通 8号线站厅        |                                    |                                                              |      |            |  |  |
| 出口 · A              | 北三环中路（北侧）                 | 裕民东路、裕中西里、裕中东里、北京市植物保护站               |      | 不適用     |  |  |
| 出口 · B · 升降机标志 | 北辰路（西侧）                     | 北京科学中心、裕民路                                         |      |            |  |  |
| 连通 8号线 12号线站厅 |                                    |                                                              |      |            |  |  |
| 出口 · C              | 北辰路（东侧）                     | 北三环（北侧）、安贞西里社区、安贞社区公园、哈罗北京安贞校区 |      | 不適用     |  |  |
| 出口 · D · 升降机标志 | 鼓楼外大街（东侧）、北三环（南侧） | 安华西里一区、安华园、安华里第二幼儿园、安华西里二区         |      |            |  |  |
| 连通 8号线站厅        |                                    |                                                              |      |            |  |  |
| 出口 · E              | 鼓楼外大街（西侧）                 | 双旗杆东里、双旗杆路、阳光丽景、西黃寺                       |      | 不適用     |  |  |
| 连通 12号线站厅       |                                    |                                                              |      |            |  |  |
| 出口 · F · 升降机标志 | 北三环中路（北侧）                 |                                                              |      |            |  |  |
| 出口 · G              | 北三环中路（南侧）                 | 安华西里一区、人大附中朝阳学校（安华校区）                   |      | 不適用     |  |  |
| 註： 設有             |                                    |                                                              |      |            |  |  |

## 历史
8号线安华桥站2010年开工，2012年12月30日随8号线二期南段（北土城-鼓楼大街，不含安德里北街站）开通运营。
12号线安华桥站2018年开工。
2024年8月10日起，因12号线相关改造工程需要，本站C口封闭改造，于12月29日恢复运营。
12号线安华桥站于2024年12月15日开通运营。

## 事故
2019年4月19日15时许，北京地铁12号线土建施工09合同段安华桥站发生坍塌事故，造成一名工人死亡。